# Коскенчи
Коскенчи́ (укр. Коскенчi, крымскотат. Köskençi, Коськенчи) — исчезнувшее село в Раздольненском районе Республики Крым, располагавшееся на северо-западе района, в степной части Крыма, примерно в 2,5 км южнее современного села Славное.

### Динамика численности населения
| - 1806 год — 55 чел. - 1864 год — 16 чел. - 1889 год — 30 чел. | - 1900 год — 25 чел. - 1915 год — 83/11 чел. - 1926 год — 34 чел. |

## История
Первое документальное упоминание села встречается в Камеральном Описании Крыма… 1784 года, судя по которому, в последний период Крымского ханства Геченитжи входил в Мангытский кадылык Козловскаго каймаканства. После присоединения Крыма к России (8) 19 апреля 1783 года, (8) 19 февраля 1784 года, именным указом Екатерины II сенату, на территории бывшего Крымского ханства была образована Таврическая область и деревня была приписана к Евпаторийскому уезду. После павловских реформ, с 1796 по 1802 год входила в Акмечетский уезд Новороссийской губернии. По новому административному делению, после создания 8 (20) октября 1802 года Таврической губернии, Коскенчи был включён в состав Хоротокиятской волости Евпаторийского уезда.
По Ведомости о волостях и селениях, в Евпаторийском уезде с показанием числа дворов и душ… от 19 апреля 1806 года в деревне Коскенчи числилось 6 дворов, 50 крымских татар и 5 ясыров. На военно-топографической карте генерал-майора Мухина 1817 года деревня Коскенче обозначена с 9 дворами. После реформы волостного деления 1829 года Коскенчи, согласно «Ведомости о казённых волостях Таврической губернии 1829 года» отнесли к Аксакал-Меркитской волости (переименованной из Хоротокиятской). На карте 1836 года в деревне 6 дворов, а на карте 1842 года деревня Коскенчи обозначена условным знаком «малая деревня», то есть, менее 5 дворов.
В 1860-х годах, после земской реформы Александра II, деревню приписали к Биюк-Асской волости. Согласно «Памятной книжке Таврической губернии за 1867 год», деревня Кескенчи стояла покинутая, вследствие эмиграции крымских татар, особенно массовой после Крымской войны 1853—1856 годов, в Турцию и вновь заселена татарами. В «Списке населённых мест Таврической губернии по сведениям 1864 года», составленном по результатам VIII ревизии 1864 года, Коскенчи — владельческая татарская деревня, с 4 дворами и 16 жителями при колодцахъ. По обследованиям профессора А. Н. Козловского 1867 года, вода в колодцах деревни была пресная, а их глубина составляла 8—10 саженей (16—21 м). На трехверстовой карте Шуберта 1865—1876 года в деревне Коскенчи обозначено 5 дворов. По «Памятной книге Таврической губернии 1889 года», по результатам Х ревизии 1887 года, в деревне Коскенчи числилось 5 дворов и 30 жителей.
Земская реформа 1890-х годов в Евпаторийском уезде прошла после 1892 года, в результате Коскенчи приписали к Агайской волости. По «…Памятной книжке Таврической губернии на 1900 год» в деревне числилось 25 жителей в 3 дворах. Время обоснования в деревне крымских немцев лютеран неизвестно, но, согласно энциклопедическому словарю «Немцы России», в 1905 году в Ивановке (такое второе название было дано поселению) числилось 32 жителя. На 1914 год в селении действовала лютеранская школа грамотности. По Статистическому справочнику Таврической губернии. Ч.II-я. Статистический очерк, выпуск пятый Евпаторийский уезд, 1915 год, в посёлке Ивановка (Коскенчи) Агайской волости Евпаторийского уезда числилось 7 дворов с немецким населением в количестве 83 человек приписных жителей и 11 — «посторонних», из которых 41 мужчина и 53 женщины. Жители владели 411 десятинами удобной земли (4 двора с землёй, 3 — безземельные). В хозяйствах имелось 70 лошадей, 18 коров и 25 голов мелкого скота. Согласно списку 1915 года «…русских подданных из австрийских, венгерских или германских выходцев» землевладельцев, опубликованном в газете «Таврические губернские ведомости» в апреле 1915 года, при деревне Коскенчи значились братья Готфрид Кондрат Генрихович, имевший 91 десятину 423 квадратной сажени земли, Филипп — 120 дес. 753 кв. саж., а Генрих и Христиан — по 98 дес. 1233 кв. саж..
После установления в Крыму Советской власти, по постановлению Крымревкома от 8 января 1921 года № 206 «Об изменении административных границ» была упразднена волостная система и село вошло в состав Бакальского района Евпаторийского уезда, а в 1922 году уезды получили название округов. 11 октября 1923 года, согласно постановлению ВЦИК, в административное деление Крымской АССР были внесены изменения, в результате которых округа были отменены, Бакальский район упразднён и село вошло в состав Евпаторийского района. Согласно Списку населённых пунктов Крымской АССР по Всесоюзной переписи 17 декабря 1926 года, в селе Кескенчи, Киргиз-Казацкого сельсовета Евпаторийского района, числилось 6 дворов, все крестьянские, население составляло 34 человека, из них 30 татар и 4 немца (при этом, на километровой карте Генштаба 1941 года, поселения Коскенчи и Ивановка обозначены раздельно, в 1 км одно от другого. Видимо, Коскенчи было упразднено в предвоенные годы, поскольку уже на двухкилометровке РККА 1942 года никакого селения на этом месте не значится